# Phèdre (série télévisée)
Pour les articles homonymes, voir Phèdre.
Phèdre est une série télévisée réalisée par Pierre Cardinal en 1988.
Pierre Cardinal se place en tant que nouveau metteur en scène. En effet l'auteur de Phèdre, Racine en général, est réputé pour être un auteur et metteur en scène classique. Dans cette fabuleuse mise en scène, l'auteur s'affranchit des règles du théâtre classique. L'action se passe au Maroc, contrairement à la Phèdre envisagée par Jean Racine, qui se passe en Grèce antique. Les acteurs sont Marocains. La règle des trois unités (de temps, d'action et de lieu) n'est pas tout à fait respectée, la caméra se situant autant dans le palais que sur la plage ; on observe un coucher de soleil au début de la pièce et un lever, ce qui indique que la pièce ne se passe pas en 24 heures mais l'unité d'action est respectée.